# 대전성모초등학교
대전성모초등학교는 대한민국 대전광역시 중구에 있는 사립 초등학교이다.

## 학교 연혁
- 1966년 2월 18일 대전성모초등학교(당시 국민학교) 설립
- 1966년 3월 제 1회 입학식(여자 2학급),초대 박기주 교장수녀님 취임

- 1970년 3월 남녀공학 실시
- 1978년 7월 본교 증축 기공
- 1980년 2월 본교 신축공사 준공(일반교실 18실 및 강당,특별실 10실)
- 1986년 5월 제 2대 초화자 교장수녀님 취임
- 1994년 4월 메리워드 신관 기공
- 1995년 6월 제 3대 김정례 교장수녀님 취임
- 1995년 9월 메리워드 신관 완공(체육관, 특별실 6실)
- 1996년 3월 대전성모초등학교로 교명 변경
- 1997년 9월 산내들 배움터 개설 (전라북도 운주군 금당리)
- 2001년 5월 양아가다 교장수녀님 취임
- 2005년 3월 본교 이냐시오관 기공
- 2006년 4월 이냐시오관 준공
- 2017년 3월 제 5대 송인숙 교장수녀님 취임
- 2021년 3월 제 6대 이계현 교장수녀님 취임(현임)

## 참고 자료
- 대전성모초등학교 공식 홈페이지